# Col de la Croix Montmain
Le col de la Croix Montmain est un col routier du Massif central, situé dans le département du Rhône. Son altitude est de 736 mètres.

## Géographie
En limite des communes de Lamure-sur-Azergues et de Vaux-en-Beaujolais, le col se situe dans un environnement forestier sur la route départementale 44, en Beaujolais.

## Activités

### Randonnée
Le sentier de grande randonnée 76 le traverse sur un axe nord-sud.

### Cyclisme

#### Profil de l'ascension
Sur le versant ouest, l'ascension démarre de la place de la Mairie de Lamure-sur-Azergues (382 m) pour 5,8 km à 6,1 % de moyenne. Les prairies du début de l'ascension, qui surplombent le village, laissent ensuite place à un environnement boisé. La pente est régulière sur l'ensemble de la montée.

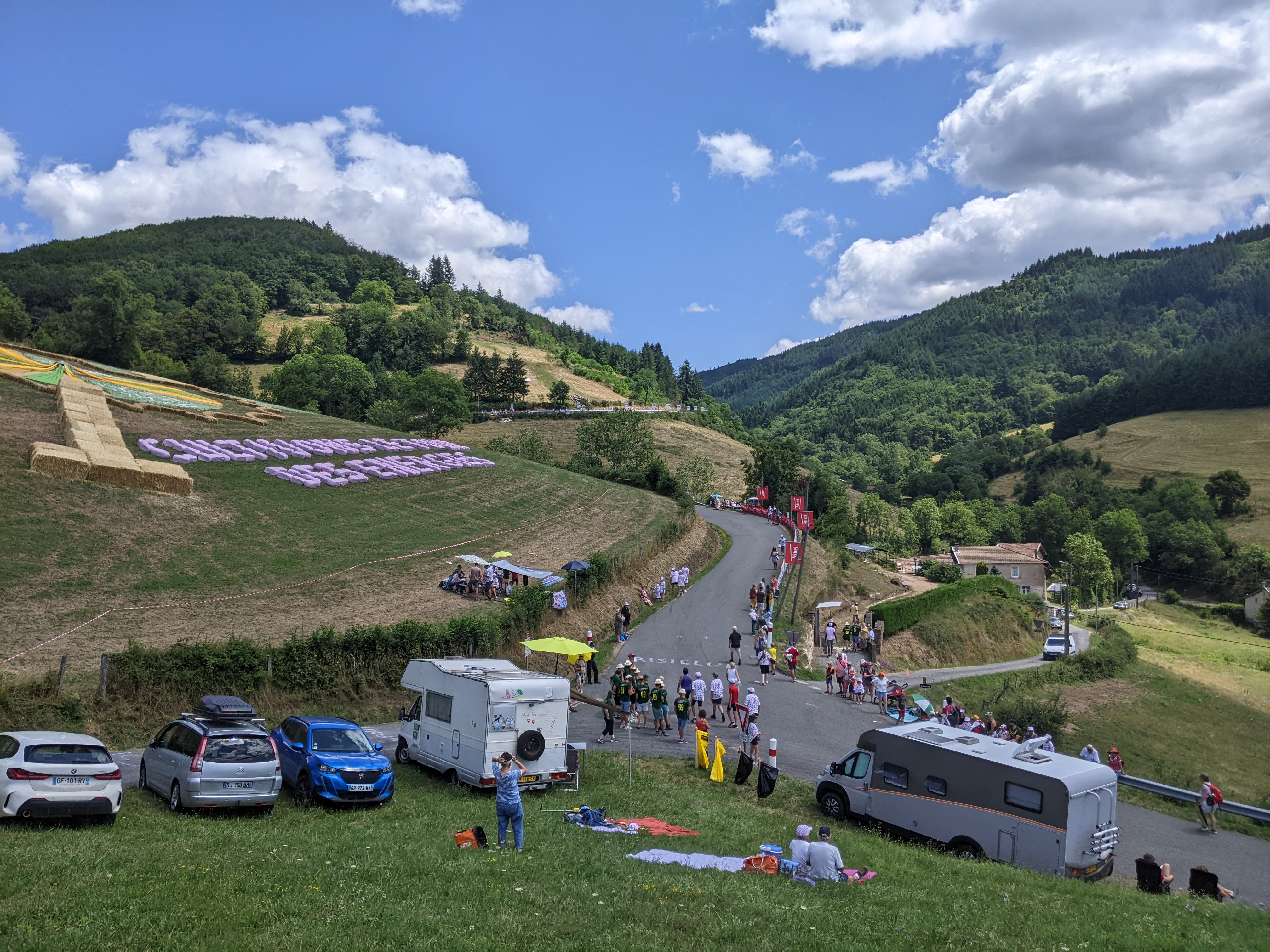
À proximité du hameau de Biconne au début de l’ascension, lors du passage du Tour de France 2023. Au fond et au centre le col de la Croix-Montmain (736 m), à droite le bois de la Pyramide.
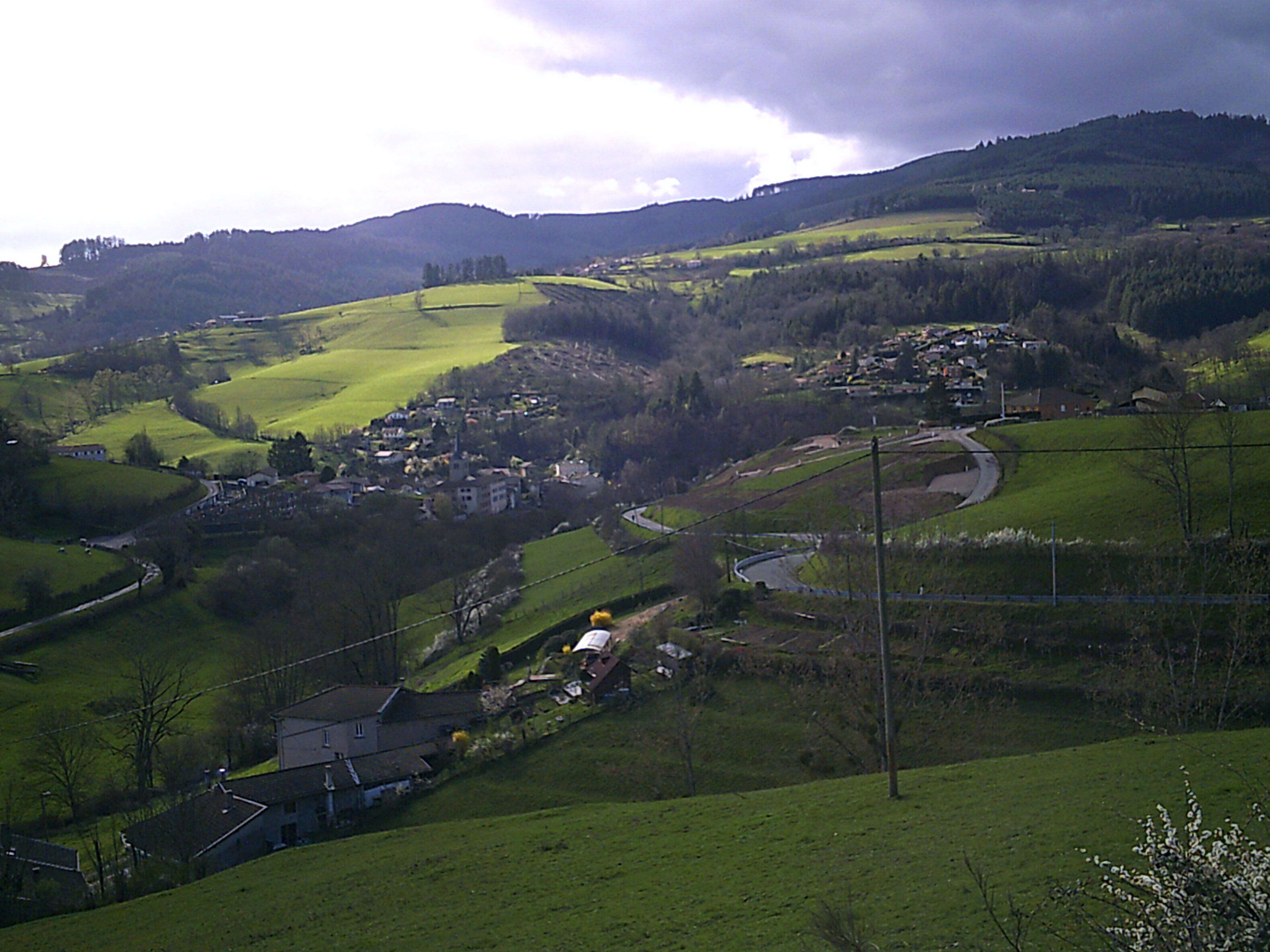
Le village de Lamure-sur-Azergues vu depuis la route du col.
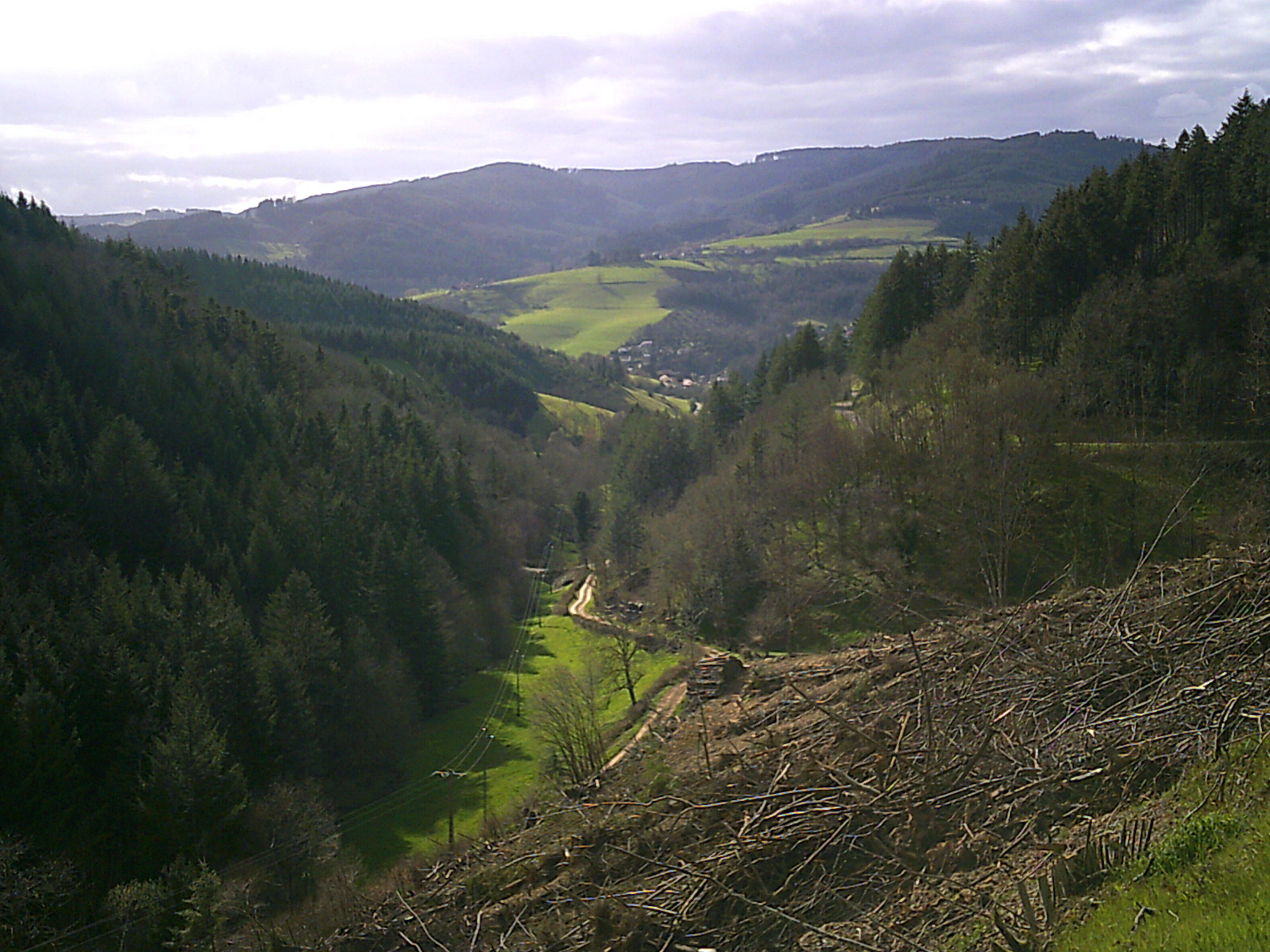
La vallée de l'Azergues et plus haut le bois de Pramenoux vus depuis la route du col.
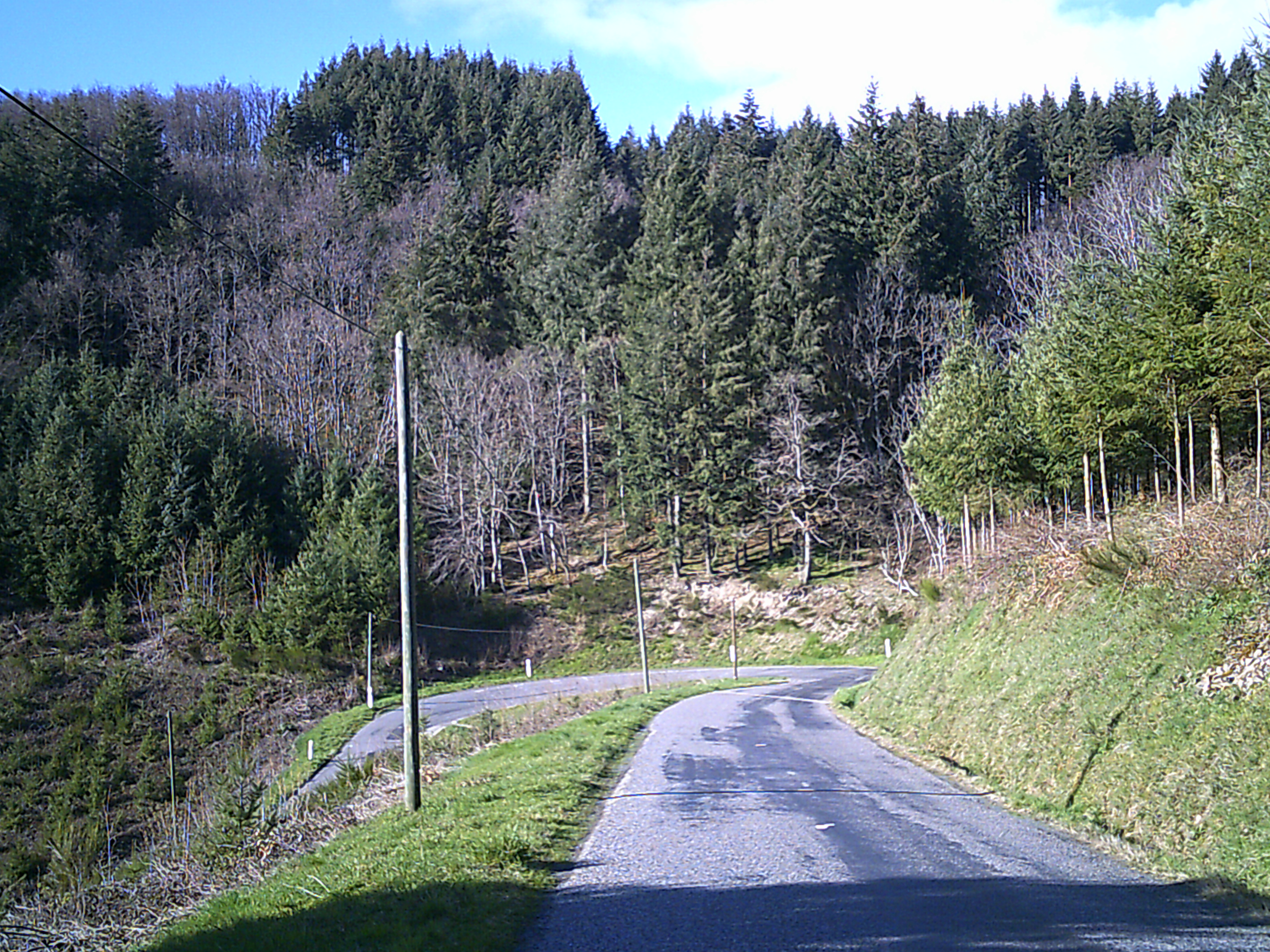
La dernière épingle de l'ascension.

Par l'est, deux routes permettent de grimper ce col depuis le lieu-dit « La Tallebarde » (231 m), avec une portion commune de 3,8 km très roulante jusqu'au lieu-dit « La Cochère » (274 m). Depuis ce carrefour, il est possible soit de suivre la route D 49 soit de continuer sur la route D 88. En suivant la D 49, ce versant a une distance de 13,1 km à 3,85 % de moyenne. Cette route passe par Vaux-en-Beaujolais, village connu pour ses fresques humoristiques inspirées du roman Clochemerle. La pente devient plus régulière après le hameau de « Chamfray » (474 m) avec des pentes d'approximativement 5 et 6 %. Puis après le lieu-dit « Sibertot », le paysage de coteaux laisse place à une route boisée et plus ombragée. À 2,9 km de l'arrivée au col, au croisement (575 m environ) sous le lieu-dit « La Papilloud », on quitte la route D 49 pour poursuivre sur la D 44. La direction opposée grimpe au Parasoir (657 m) et à Saint-Cyr-le-Chatoux (685 m).

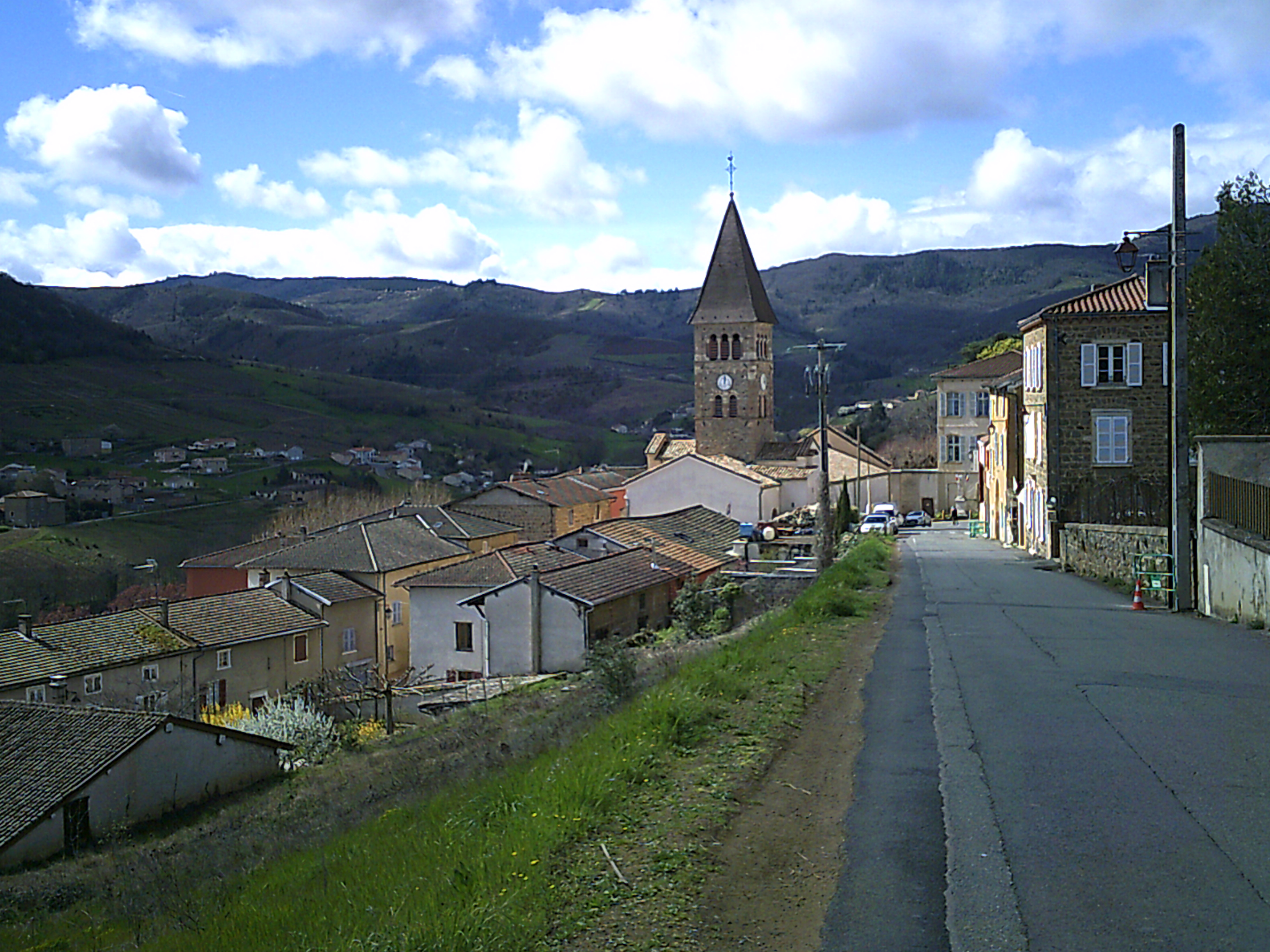
Village de Vaux-en-Beaujolais.
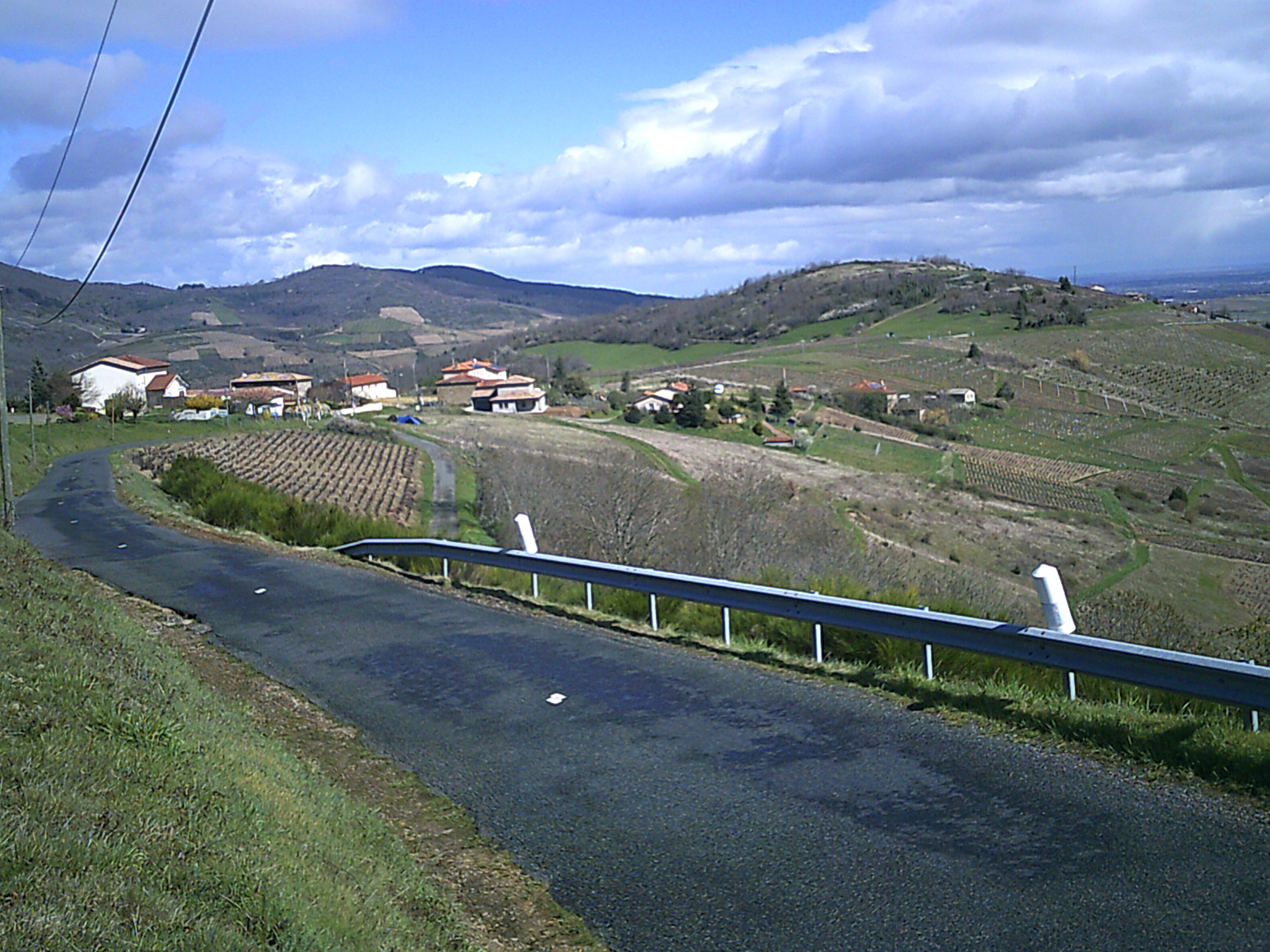
En arrière le hameau de Chamfray  (474 m) sur la route D49 et la butte de la Madone (505 m)  de Vaux-en-Beaujolais.
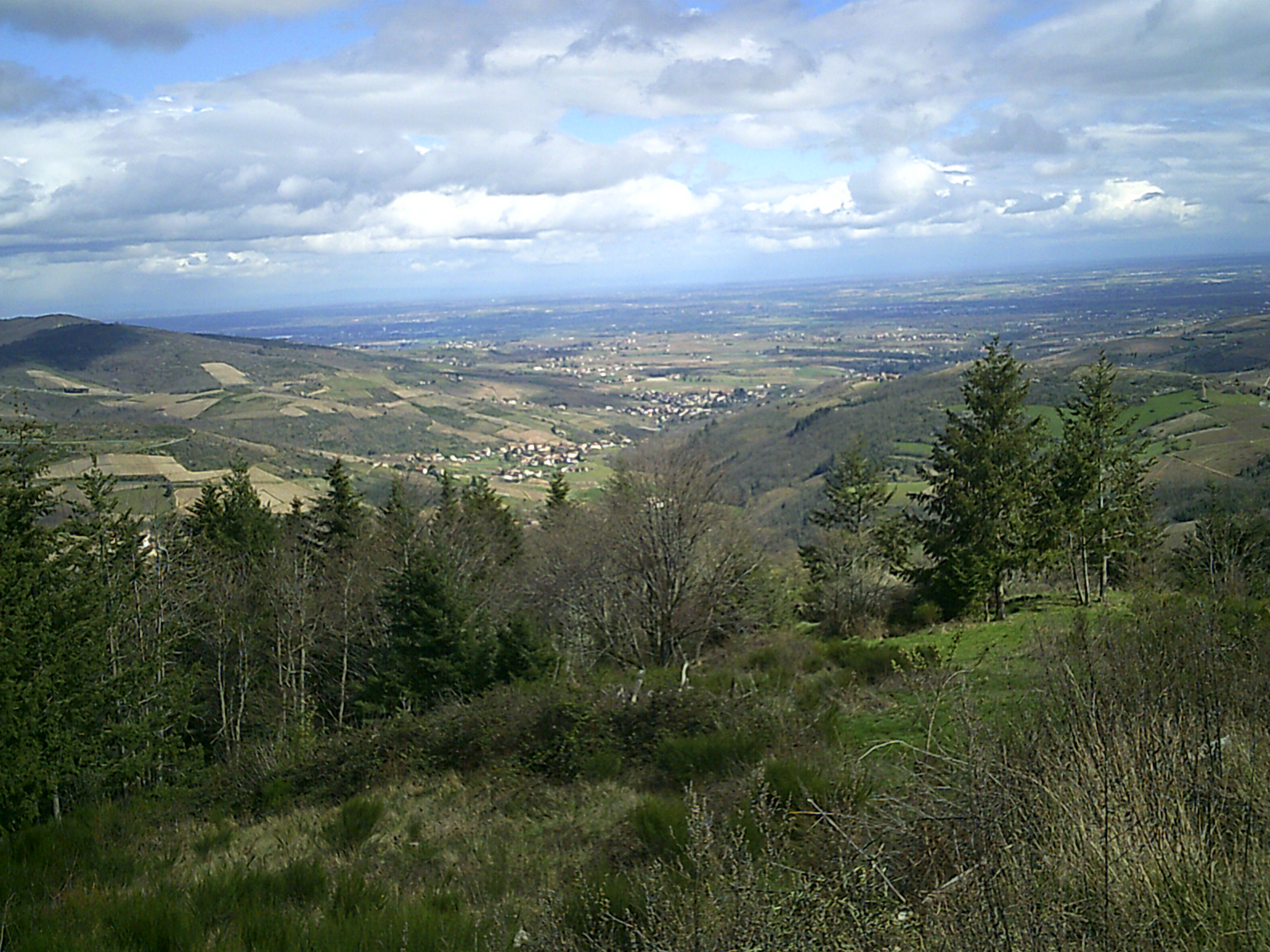
Point de vue sur la vallée dans le dernier kilomètre.
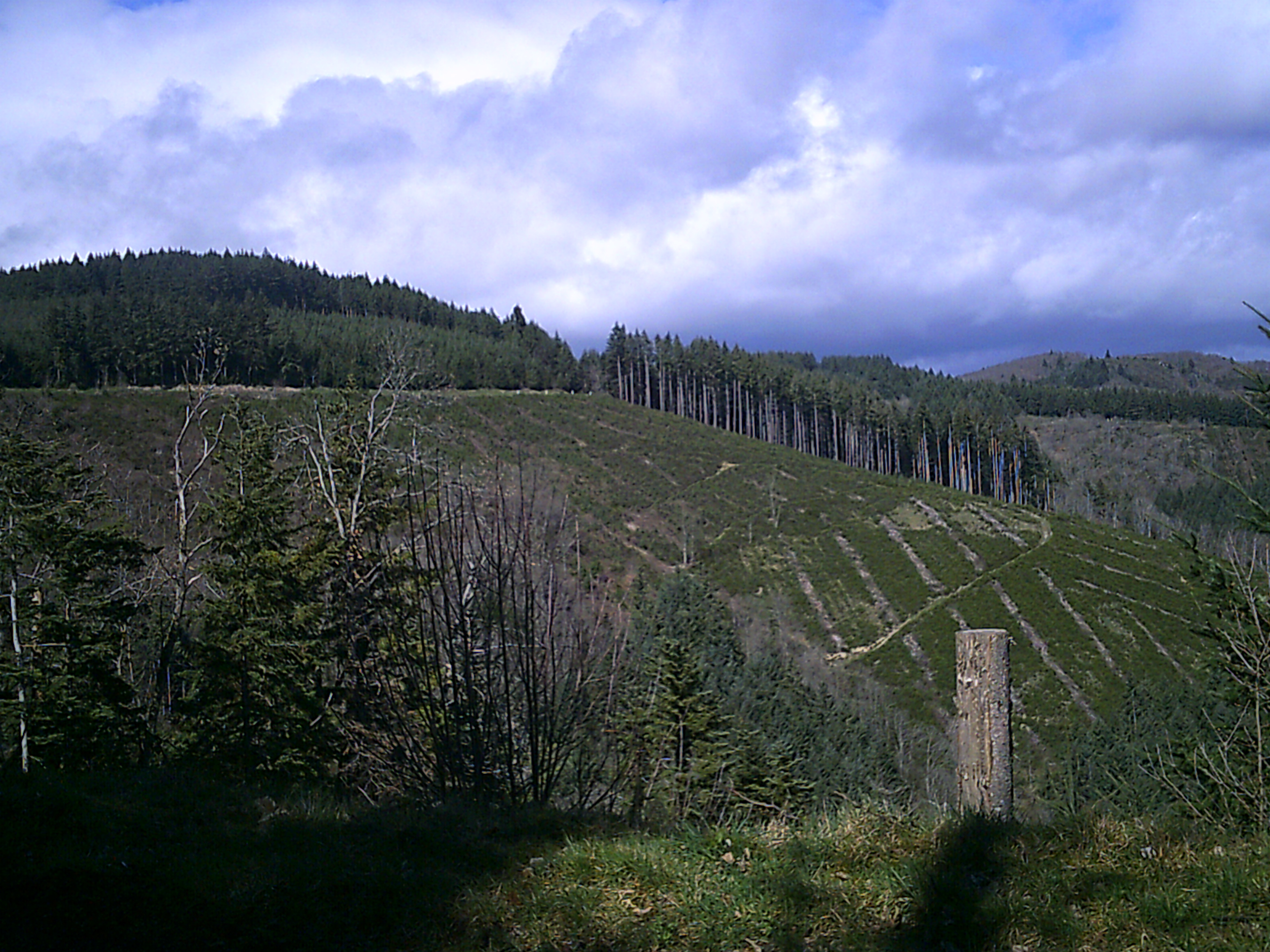
Vue dans les derniers hectomètres sur une parcelle escarpée de bois coupé entre le col de la Croix Montmain et le lieu-dit « Bois Didier ».

En empruntant la D 88, l'ascension est longue de 11,9 km à 4,25 % de moyenne et passe par le village du Perréon. La difficulté est sérieuse sur les 4 km entre le hameau de « La Creuse » (324 m) et jusqu'au lieu-dit « Creux de Leule » (650 m) avec des pentes de près de 8 % (et un maximum à 11 %), à l'exception de pourcentages un peu moins soutenus dans les deux épingles qui suivent « Le Bout du Monde ». Néanmoins après la pente décline et offre un final de plus en plus facile. 2,6 km avant de parvenir au col, il faut bifurquer à gauche sur la D 88E au croisement (594 m) sous le Crêt de la Roche (602 m) alors que l'autre voie rejoint le col de la Croix-Rosier. De ce carrefour, on quitte les vignobles escarpés pour progressivement rentrer dans les bois.

#### Cyclisme professionnel
Le col est emprunté par la 8e étape du Tour de France 2019. Classé en 2e catégorie au Grand prix de la montagne, c'est le Belge Thomas De Gendt qui le passe en tête. Il est de nouveau sur le parcours de la 12e étape du Tour de France 2023 en 2e catégorie ; le Néerlandais Mathieu van der Poel passe en première position.

### Rallye automobile
Certaines des spéciales du rallye de la Haute-Azergues, créé en 2022 et qui se déroule au mois de février, passent par le col de la Croix Montmain.
Il figure également parmi les spéciales du rallye Lyon Charbonnières qui se passe au mois d'avril, par exemple celles entre Marchampt et Saint-Cyr-le-Chatoux.